# Class (film)
Class is een tienerfilm uit 1983 onder regie van Lewis John Carlino.

## Verhaal
Jonathan is een naïeve 18-jarige jongen van het platteland die, door het frauderen van zijn eindexamen, met goede cijfers wordt aangenomen aan een hogeschool met klasse. Daar wordt hij, door toedoen van zijn rijke kamergenoot Skip, onmiddellijk aangewezen als pispaaltje. Na een opeenstapeling van vernederende pesterijen neemt hij wraak en wint hij het respect van zijn studiegenoten. Al snel wordt hij opgenomen in de vriendengroep van Skip, die voornamelijk bestaat uit jongens die graag kattenkwaad uithalen. Skip maakt er zijn persoonlijke missie van om ervoor te zorgen dat Jonathan ontmaagd wordt. Hij voelt zich echter niet op zijn gemak bij zijn leeftijdsgenoten en krijgt daarom een adresje in Chicago.
Eenmaal in een nachtclub daar ontmoet hij Ellen, een rijpe vrouw van tegen de veertig die zich onmiddellijk tot Jonathan aangetrokken voelt. Ze krijgen een seksuele relatie, hetgeen Jonathan een aanzienlijke reputatie op de campus levert. Langzaam wordt hij verliefd op de vrouw, zonder al te veel van haar te weten. Echter, als zij ontdekt hoe oud hij werkelijk is, verbreekt ze onmiddellijk het contact. Jonathan kan de breuk moeilijk verwerken en brengt zijn dagen in zijn eentje door. Skip probeert hem op te beuren en neemt hem mee naar het landhuis van zijn ouders. Daar komt hij tot de schrikbarende ontdekking dat Ellen niemand minder dan Skips moeder is.
Na een ongemakkelijke overnachting wordt hij door Ellen weggestuurd en keert hij terug naar de campus, waar hij haar probeert te vergeten. Hij pakt zijn studentenleven weer op en wordt aangenomen aan Harvard. Ook helpt hij zijn vrienden met het stelen van het opkomende SET-examen, hetgeen wordt opgemerkt door de directie. Zij zijn vastberaden om de schuldige op te sporen, hetgeen zorgt voor een akelige sfeer op school. Ondertussen neemt Ellen weer contact met Jonathan op. Hij wil aanvankelijk niets met haar te maken hebben, maar uiteindelijk belanden ze weer met elkaar in bed. De problemen worden groter als ze worden betrapt door Skip.
Als gevolg van dit incident weigert Skip nog langer om te gaan met Jonathan en laat Ellen zich opnemen in een psychiatrisch ziekenhuis. Jonathan probeert koste wat het kost zijn vriendschap met Skip te redden, maar lijkt geen succes te hebben. Het verrast hem dan ook dat Skip hem niet ontmaskert bij de directie. Jonathan besluit hem hierop te confronteren, maar dit loopt uit op een vechtpartij. Desondanks vergeeft Skip het hem en blijven ze met elkaar bevriend.

## Rolbezetting
| Acteur            | Personage                    | Opmerkingen         |
| ----------------- | ---------------------------- | ------------------- |
| Andrew McCarthy   | Jonathan Ogner               |                     |
| Rob Lowe          | Franklin 'Skip' Burroughs IV |                     |
| Jacqueline Bisset | Ellen Burroughs              |                     |
| Cliff Robertson   | Meneer Burroughs             |                     |
| Stuart Margolin   | Balaban                      |                     |
| John Cusack       | Roscoe Maibaum               |                     |
| Alan Ruck         | Roger Jackson                |                     |
| Virginia Madsen   | Lisa                         |                     |
| Casey Siemaszko   | Doug                         |                     |
| Joan Cusack       | Julia                        |                     |
| Lolita Davidovich | Meisje in motel              | Eerste bioscoopfilm |
| Lance Kinsley     | Hondentrainer                |                     |

## Ontvangst
Niet alleen in de Verenigde Staten, maar ook in Nederland reageerden critici teleurgesteld op de film. In het Nederlandse filmjaarboek schrijft een criticus: de dialogen zijn om pijn van in je oren te krijgen, zo doorzichtig en banaal, en de opeenstapeling van tragikomische verwikkelingen zie je van mijlen ver aankomen. In de recensie ging alle lof naar Jacqueline Bisset.
In de speelfilmencyclopedie wordt de film beoordeeld met twee uit vier sterren en wordt het beschreven als 'een gelikte, maar onevenwichtige mengelmoes van romantiek, komedie en drama met bordkartonnen figuren en een gebrek aan geloofwaardigheid'. Ondanks de negatieve kritieken bleek de film een springplank voor Andrew McCarthy en Rob Lowe, toen nog beginnende acteurs.